# Pietro Cappa
Pietro Cappa – detto Pierino – (Novara, 13 marzo 1903 – Novara, 24 dicembre 1963) è stato un allenatore di calcio e calciatore italiano, di ruolo centrocampista.

## Carriera
Dopo gli esordi nel Novara, con cui disputò 19 partite nei campionati di Prima Divisione 1922-1923 e 1923-1924, nel 1924 si trasferì per servizio militare a Piacenza, militando nella squadra locale, impegnata nel campionato di Seconda Divisione 1924-1925. In biancorosso disputò due stagioni, come mediano sinistro titolare, collezionando in tutto 28 presenze e 7 reti.
Militò poi nel Prato e nel 1927 venne acquistato dalla Lazio, con cui esordì nel campionato di Divisione Nazionale. Debuttò nella massima serie e in maglia biancoceleste il 25 settembre 1927, nella sconfitta per 2-0 sul campo della Cremonese, totalizzando a fine stagione 10 presenze senza reti.
In seguito si trasferì alla Gallaratese, che lasciò nel 1930. Nel campionato di Prima Divisione 1931-1932 disputò 8 partite nella Biellese e vi rimase senza essere ulteriormente impiegato fino al 1933.
Terminata la carriera agonistica, allenò la SIAI Marchetti di Sesto Calende nel campionato di Serie C 1937-1938